# Falken (1785)
Falken var en kutter i svenska flottan. Hon var ett segelfartyg, byggd av trä, avsedd att permanent vara placerad på Saint Barthélemy i Västindien. Hon sjösattes 1785.

## Långresa

### 1785–1786
Resan avsåg att förflytta och permanent placera fartyget på svenskkolonin Saint Barthélemy i Västindien. Fartygschef var löjtnant Thomas von Rajalin (1753–1790). Inmönstring av besättning och proviantering för tre månader skedde i Karlskrona 20 september 1785. Ombord lastades också ett mudderverk, avsedd för Gustavias grunda vatten. Hon avseglade 21 september 1785 men fick omedelbart problem och blev tvungen att angöra Karlshamn för reparationer där ballasten lättades. Efter slutförda reparationer avseglade hon från Karlshamn, men på grund av haverier på riggen och svår motvind tvingade hon att söka nödhamn på Rügen och återvände efter det till Karlskrona 7 november 1785. Väl där lättades ballasten ytterligare samt antal kanoner minskades till åtta. Även besättningen minskade med tio man. Nytt försök att avsegla från Karlskrona gjordes 5 december 1785 men på grund av stormigt väder tvingades hon angöra Stadsvåge norr om Bergen i Norge och kom också att övervintra där. Den 5 april 1786 avseglade hon åter, för att via Lissabon, Portugal påbörja resan över Atlanten fem månader försenat.
Planerna att permanent placera henne på Saint Barthélemy reviderades efter ankomsten till ön 22 juli 1786. Hon ansågs för liten för att klara de stormiga väderlekar som ibland rådde i området. För detta krävdes ett större fartyg och till följd av detta kom hon att påbörja återresan till Sverige 30 juli 1786 efter endast åtta dagars besök på ön.
1. Karlskrona Avseglade 21 september 1785
2. Karlshamn Avseglade 12 oktober 1785
3. Rügen, Tyskland
4. Karlskrona Anlöpte 7 november 1785, avseglade 5 december 1785
5. Helsingör, Danmark Anlöpte 8 december 1785
6. Stadsvåge, Norge Avseglade 5 april 1786
7. Saint Ybes, Lissabon, Portugal Anlöpte 29 maj 1786, avseglade 25 juni 1786
8. Saint Barthélemy, Västindien Anlöpte 22 juli 1786, avseglade 30 juli 1786
9. Portör, Norge
10. Karlskrona Anlöpte 22 oktober 1786